# حواصیل کلاه‌پوش
حواصیل کلاه‌پوش (نام علمی: Pilherodius pileatus) نام یک گونه از شاخه طنابداران است.